# Tierra Colorada, San Miguel Mixtepec
Tierra Colorada är en ort i Mexiko.   Den ligger i kommunen San Miguel Mixtepec och delstaten Oaxaca, i den sydöstra delen av landet, 400 km sydost om huvudstaden Mexico City. Tierra Colorada ligger 2 279 meter över havet och antalet invånare är 181.
Terrängen runt Tierra Colorada är huvudsakligen kuperad, men norrut är den bergig. Terrängen runt Tierra Colorada sluttar österut. Runt Tierra Colorada är det ganska tätbefolkat, med 67 invånare per kvadratkilometer. Närmaste större samhälle är San Pablo Huixtepec, 18,3 km öster om Tierra Colorada. I omgivningarna runt Tierra Colorada växer huvudsakligen savannskog.